# Incertella mona
Incertella mona är en tvåvingeart som först beskrevs av Charles Howard Curran 1926.  Incertella mona ingår i släktet Incertella och familjen fritflugor. Inga underarter finns listade i Catalogue of Life.